# Fila de mensagens
Em ciência da computação, uma fila de mensagens é um componente de engenharia de software usado para a comunicação entre processos ou threads dum mesmo processo. O componente usa uma fila de mensagens.
Filas de mensagens provêm um protocolo de comunicação assíncrona, de forma que o remetente e o destinatário da mensagem não precisam interagir ao mesmo tempo. As mensagens são enfileiradas e armazenadas até que o destinatário as processe. A maioria das filas de mensagens definem limites ao tamanho dos dados que podem ser transmitidos numa única mensagem. Aquelas que não possuem tal limite são chamadas caixas de mensagens.
Faz sentido usar as filas de mensagens quando os interlocutores estão ligados através de redes de grande escala, em países diferentes, para as quais a probabilidade de desconexão não é desprezível.
Message-Oriented Middleware (MOM):
- Fornece suporte para comunicação persistente ou assíncrona,
- Oferece espaço dentro do sistema para o armazenamento de mensagens até que o receptor esteja pronto para lê-las,
- Não obrigam a que o emissor e receptor estejam em funcionamento em simultâneo.

Arquitetura para um sistema de filas de mensagens:
- As mensagens são enviadas para uma fila (com um identificador único),
- O endereço da fila é transformado num endereço de nível transporte (IP/porta) para que a mensagem possa ser enviada para o destino (tipo DNS),
- A mensagem depois é potencialmente passada por um conjunto de servidores e é copiada para a fila no receptor.